# Catalpa speciosa
Espèce
Répartition géographique
Catalpa speciosa, le Catalpa à feuilles cordées, également aussi appelé Catalpa de l'Ouest, Catalpa élégant ou Bois chavanon, est une espèce de plantes à fleurs de la famille des Bignoniaceae, de l'ordre des Lamiales selon la classification phylogénétique. C'est un arbre originaire des États-Unis.

## Répartition et habitat
L’arbre est originaire des États-Unis où on le trouve à l’état sauvage dans les États du Missouri, de l’Indiana et du Kentucky.
Il est présent à proximité des cours d’eau car il apprécie les terrains humides. Il apprécie les sols légers et sablonneux.
Il a été introduit en Europe à partir de 1800 où on le plante comme arbre d’ornement ou d’alignement.

## Description
C'est un arbre aux feuilles en forme de cœur. Il peut atteindre une taille de 25 mètres. Ses feuilles (jusque 40 cm) sont inodores et plus grandes que chez le catalpa commun dont les feuilles ont une odeur désagréable lorsque froissées. L’arbre fleurit environ 15 jours avant le catalpa commun.
Les fruits sont des capsules allongées larges de 12 mm environ.

## Utilisation
En plus de l’ornement et vu que son bois léger résiste bien à la putréfaction, on l’utilise pour la fabrication de poteaux.